# Kindling fluorescent protein
La Kindling fluorescent protein (KFP)  è una proteina  espressa dagli anemoni di mare della specie Anemonia sulcata, che ha la proprietà di emettere una fluorescenza di colore rosso purpureo; è utilizzata come marker in biologia molecolare.